# Вале-де-Сантіагу
Вале-де-Сантіагу (порт. Vale de Santiago; МФА: [ˈva.ɫɨ dɨ sɐ̃.ti.ˈa.gu]) — парафія в Португалії, у муніципалітеті Одеміра. Розташована в південній частині країни, на теренах історичної португальської провінції Алентежу. Входить до складу округу Бежа. За адміністративним поділом, чинним до 1976 року, терени парафії були складовою провінції Нижнє Алентежу. Належить до Безької діоцезії Католицької церкви. Патрон — святий Яків. Площа — 65,8891 км². Населення — 554 ос. (2011). Слабо урбанізований регіон. Густота населення — 8,41 осіб/км²
. Код — 021110.

## Населення
| Кількість мешканців | Кількість мешканців | Кількість мешканців | Кількість мешканців | Кількість мешканців | Кількість мешканців | Кількість мешканців | Кількість мешканців | Кількість мешканців | Кількість мешканців | Кількість мешканців | Кількість мешканців | Кількість мешканців | Кількість мешканців | Кількість мешканців |
| ------------------- | ------------------- | ------------------- | ------------------- | ------------------- | ------------------- | ------------------- | ------------------- | ------------------- | ------------------- | ------------------- | ------------------- | ------------------- | ------------------- | ------------------- |
| 1864                | 1878                | 1890                | 1900                | 1911                | 1920                | 1930                | 1940                | 1950                | 1960                | 1970                | 1981                | 1991                | 2001                | 2011                |
| 710                 | 841                 | 778                 | 804                 | 1 107               | 1 423               | 1 687               | 2 188               | 2 305               | 2 548               | 2 058               | 1 496               | 816                 | 695                 | 554                 |